# Грушак, Виталий Фёдорович
Виталий Фёдорович Грушак (молд. Vitalie Gruşac; род. 11 сентября 1977, Гриманкауцы, Бричанский район, Молдавская ССР, СССР) — молдавский боксёр-любитель, бронзовый призёр Олимпийских игр 2000 года.

## Статистика
| Соревнование/Год          | 1997           | 1999         | 2000           | 2002           | 2004                          | 2006           | 2007           | 2008           |
| ------------------------- | -------------- | ------------ | -------------- | -------------- | ----------------------------- | -------------- | -------------- | -------------- |
| Летние Олимпийские игры   | -              | -            | 3 (до 67 кг)   | -              | 1/8 (до 69 кг)                | -              | -              | 1/8 (до 69 кг) |
| Чемпионат мира по боксу   | 1/8 (до 67 кг) | -            | 1/4 (до 67 кг) | -              | 1/8 (до 69 кг) 1/4 (до 69 кг) | -              | 1/4 (до 69 кг) | -              |
| Чемпионат Европы по боксу | -              | -            | -              | 1/8 (до 67 кг) | 1/8 (до 69 кг)                | 1/8 (до 69 кг) | -              | -              |
| Балканские игры           | -              | 1 (до 67 кг) | -              | -              | -                             | -              | -              | -              |